# آلپ‌اینوست
آلپ‌اینوست (انگلیسی: AlpInvest) شرکت سرمایه‌گذاری هلندی است، که در سال ۲۰۰۰ تأسیس شد.